# Linhares Futebol Clube
Il Linhares Futebol Clube, noto anche semplicemente come Linhares, è una società calcistica brasiliana con sede nella città di Linhares, nello stato dell'Espírito Santo.

## Storia
Il club è stato fondato il 16 agosto 2001, dopo che l'Escolinha de Futebol Companhia de Craques, una squadra giovanile di calcio fondata da Adauto Menegussi, è diventata professionistica.
Il Linhares ha partecipato a una competizione professionistica per la prima volta nel 2004, al Campeonato Capixaba Série B. La squadra era formata da giocatori giovani, mancando la promozione nella massima divisione statale.
Il club ha partecipato nel 2005 per la seconda volta alla seconda divisione statale e si è qualificato per le semifinali contro il GEL. All'andata, il Linhares ha vinto 1-0, e al ritorno il Linhares e il GEL hanno pareggiato 0-0, e così la squadra è stata promossa nella massima divisione statale.
Il Linhares Futebol Clube ha debuttato nel Campionato Capixaba di prima divisione nel 2006, terminando al terzo posto.
Nel 2007, il club ha vinto il suo primo titolo, che è stato il Campionato Capixaba. Il Linhares ha sconfitto il Jaguaré in finale. Nello stesso anno, il club ha partecipato al Campeonato Brasileiro Série C.
Il club ha partecipato alla Coppa del Brasile nel 2008. Il Linhares ha giocato contro la Juventude, dopo l'1-1 all'andata in casa e lo 0-0 al ritorno, ha perso ai calci di rigore ed è stato eliminato al primo turno della coppa.
Il Linhares ha partecipato regolarmente al Campionato Capixaba tra il 2009 e il 2012, ottenendo buoni risultati.

## Palmarès

### Competizioni statali
- Campionato Capixaba: 1

2007